# Charles Pajot
Charles Pajot  (* 6. Dezember 1609 in Paris; † 13. Oktober 1686 in La Flèche) war ein französischer Jesuit, Altphilologe, Romanist und Lexikograf.

## Leben und Werk
Pajot trat 1628 in den Jesuitenorden ein und wurde Präfekt im Collège Henri-IV de La Flèche, damals eine der besten Schulen Frankreichs. Seine Werke zu Latein und Griechisch wurden mehr als 50 Jahre lang gedruckt. Das französisch-lateinische Wörterbuch hatte, mangels einsprachiger Wörterbücher des Französischen, auch die Funktion eines französischen Wörterbuchs.

## Veröffentlichungen (Auswahl)
- Dictionnaire nouveau françois-latin, La Flèche 1643  (zahlreiche Auflagen)
- Dictionarium novum latino-gallico-graecum, La Flèche 1645 (zahlreiche Auflagen)
- Tyrocinium eloquentiae, sive Rhetorica nova et facilior, Blois 1647 (zahlreiche Auflagen)
- Rudimenta nova linguae latinae. Rudimens nouveaux de la langue latine, La Flèche 1649